# Zé Roberto
Zé Roberto (* 6. Juli 1974 in São Paulo; bürgerlich José Roberto da Silva Júnior) ist ein ehemaliger brasilianischer Fußballspieler. Er besitzt auch die deutsche Staatsangehörigkeit.
Er stand in seiner aktiven Karriere unter anderem in der Bundesliga bei Bayer 04 Leverkusen, beim FC Bayern München sowie beim Hamburger SV unter Vertrag und absolvierte dabei 339 Partien, in denen er 38 Treffer erzielte. Außerdem stand er in Brasilien, in Spanien bei Real Madrid und in Katar unter Vertrag. Für die brasilianische Nationalmannschaft, mit der er 1998 Vize-Weltmeister wurde und zwei kontinentale Titel gewinnen konnte, absolvierte Zé Roberto 84 Partien und erzielte sechs Tore.

## Vereine
Vom siebten bis zum 14. Lebensjahr spielte er bei Pequeninos de Joquey einer Fußballschule in São Paulo, aus der über die letzten Jahrzehnte hinweg eine beachtliche Anzahl von passablen Profis hervorgegangen sind. 1992 schloss er sich der Jugend von Palestra São Bernardo im zum Metropolgebet São Paulos gehörigen São Bernardo do Campo an. Mit dem Verein wurde er noch im selben Jahr Meister der dritten Liga der Jugend und nahm auch an der renommierten Copa São Paulo de Futebol Júnior teil.

### Aufstieg zum Star bei der Portuguesa
Noch 1994 gab er sein Debüt bei den Professionals der Portuguesa de Desportos. In der ersten Jahreshälfte von 1996 belegte er mit der Portuguesa den dritten Platz in der Staatsmeisterschaft von São Paulo. Zu dieser Zeit war er auch noch hoffnungsvoll, mit der brasilianischen Auswahl an den Olympischen Spielen 1996 in Atlanta teilzunehmen. Doch Trainer Mário Zagallo fand Zé Roberto zu halbherzig und gab André Luiz vom FC São Paulo den Vorzug, der wiederum seinen Platz an Roberto Carlos, damals noch bei Inter Mailand, verlor.
Die zweite Jahreshälfte sollte den letzten Höhepunkt in der Geschichte der Portuguesa und den ersten Höhepunkt der Spielerlaufbahn Zé Robertos bringen. In der brasilianischen Meisterschaft war die Portuguesa Achter nach der ersten Phase des Wettbewerbs und qualifizierte sich dadurch für die Play-offs um den Titel. Über Cruzeiro EC und Atlético Mineiro, beide aus Belo Horizonte, gelang die Mannschaft in den Finalspielen gegen Grêmio FBPA aus Porto Alegre. Zu Hause siegte er im Dezember an der Seite des späteren Hertha-BSC-Problemjungen Alex Alves mit 2:0. Wenige Tage später gab es in Porto Alegre gegen die vom späteren Weltmeistertrainer Luiz Felipe „Felipão“ Scolari angeleiteten Gastgeber, in deren Reihen der baldige Leverkusener Emerson im Alter von gerade 20 Jahren erste Wunder im Mittelfeld wirkte, eine Niederlage in gleicher Höhe. Damit war Grêmio Meister, denn nach der Regel war bei gleichen Ergebnissen der Verein Meister, der nach der ersten Phase besser lag – und dort war die Mannschaft aus dem Süden Sechster geworden (siehe auch Campeonato Brasileiro Série A 1996). Für Zé Roberto gab es einen weiteren Höhepunkt: als einer von nur vier Spielern in der Geschichte der Portuguesa bekam er die Bola de Prata, den „Silbernen Ball“ für den besten Spieler in der Meisterschaft auf seiner Position, in diesem Fall als linker Außenverteidiger.

### Wechsel zu Real Madrid – Intermezzo bei Flamengo
Wie bald darauf zu Tage kommen sollte, hatte Zé Roberto bereits in der Vorweihnachtszeit 1996 einen Vorvertrag mit Real Madrid unterzeichnet und die spanischen Blätter meldeten entsprechend bereits Vollzug. Der Transfer zögerte sich aber hinaus, da die Portuguesa in Verhandlungen mit Cragnotti & Partners (Eigner des Lebensmittelkonzerns Cirio) über eine Sponsorshipvereinbarung waren. Diese hatte unter anderem auch den Transfer von Zé Roberto zum römischen Spitzenverein SS Lazio, der weiland im Besitz des Konzernherrn Sergio Cragnotti war, für rund 5,5 Millionen US-Dollar zum Inhalt. Schließlich wurde Anfang März der Wechsel bestätigt. Zé Roberto bekam einen Fünfjahresvertrag der ihm ein jährliches Einkommen von 1,5 Millionen US-Dollar sicherte. Die Portuguesa erhielt 7,5 Millionen Dollar Ablöse und Real Madrid entrichtete an Zé Roberto noch 15 % aus diesem Betrag als Einmalzahlung.
Das war die offizielle Geschichte. Wie sich später herausstellte, wurde Zé Roberto für 4,6 Millionen Dollar an den uruguayischen Zweitligisten Central Español verkauft, der wiederum 10 Millionen Dollar von Real Madrid erhielt. Der Portuguesa Präsident Manoel Pacheco erklärte, er könne das Alles erklären, tat es aber dann nicht und trat vom Amt zurück. In Uruguay führte das zu Änderungen in der Gesetzgebung. Der Deal zeigte auch deutlich die Handschrift von Zé Robertos Manager, dem Spielervermittler Juan Figer, der seine Reputation in dieser Hinsicht noch weiter ausbauen sollte; in Sachen Zé Roberto später auch mit dem Dreiecksgeschäften über Nacional Montevideo.
Am 30. März debütierte er beim 1:1 im Ligagastspiel bei CD Tenerife in der Mannschaft des Meistertrainers Fabio Capello, der zu diesem Zeitpunkt bereits, nach anhaltenden Querelen mit Vereinspräsident Lorenzo Sanz, seinen Abschied zum Saisonende angekündigt hatte. Bis zum Saisonende kamen noch weitere acht Spiele hinzu. In den letzten drei Saisonspielen kam er nicht mehr zum Einsatz, durfte aber dennoch nach dem Gewinn der Meisterschaft mitfeiern.
In der neuen Saison unter Trainer Jupp Heynckes gewann er zu Saisonbeginn in den Spielen gegen den FC Barcelona den Supercup, aber es gelang ihm nicht sich in die Stammformation zu spielen. Bis zum 13. Spieltag kam er nur sechs Mal in der Liga zum Zug. Dazu kamen noch vier Spiele in den Gruppenspielen zur Champions League 1997/98. Dabei gelang ihm beim 4:1-Sieg gegen Rosenborg BK mit dem Treffer zum 2:1 auch sein einziges Tor für die „Königlichen“. Real gewann den Wettbewerb im Endspiel gegen Juventus zum ersten Mal nach 30 Jahren Unterbrechung, doch zu diesem Zeitpunkt war er bereits aussortiert. In der Winterpause wechselte er nach Rio de Janeiro zum CR Flamengo.
Dort spielte er in der Mannschaft von Trainer Paulo Autuori neben Romário, Palhinha, dem späteren Leverkusener Juan und seinem Kollegen aus der Vizemeistermannschaft von 1996, Rodrigo Fabri um die Staatsmeisterschaft von Rio de Janeiro, wo allerdings nur ein enttäuschender zweiter Platz heraussprang.

### Vize mit Bayer Leverkusen
1998 wechselte er ein zweites Mal nach Europa, diesmal zum Bundesligisten Bayer 04 Leverkusen, für den er in der Bundesliga am 15. August (1. Spieltag) beim 3:1-Sieg im Heimspiel gegen Hansa Rostock debütierte. Seine größten Erfolge mit dem Verein hatte er in seiner letzten Spielzeit: Zweiter Platz in der Meisterschaft, Finalist im DFB-Pokal und in der Champions League, in der man gegen Real Madrid mit 1:2 unterlag. Während seiner Zeit bei Bayer 04 Leverkusen lernte er kein Deutsch.

### Titelflut bei Bayern München

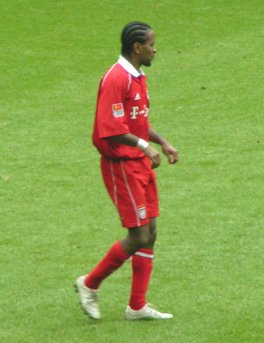
Zé Roberto im Trikot des FC Bayern München (2006)

Die ersten Titel stellten sich zwischen 2002 und 2009 ein, als er – gemeinsam mit Michael Ballack – von Leverkusen zum FC Bayern München wechselte. Er wurde mit dem Verein u. a. vier Mal Deutscher Meister und vier Mal Pokalsieger. Während dieser Zeit lernte Zé Roberto die deutsche Sprache, nachdem er in seiner ersten Saison in München auf Giovane Élber traf und dieser sich weigerte mit Zé Roberto Portugiesisch zu sprechen.
Nach zunächst vier Spielzeiten und 110 Bundesligaspielen für die Bayern konnte die Vereinsführung sich mit Zé Roberto nicht auf eine Vertragsverlängerung einigen. Daraufhin wurde der Spieler im Sommer 2006 offiziell an den uruguayischen Erstligisten Nacional Montevideo transferiert, der die Transferrechte am Spieler erhielt. Zé Roberto kehrte jedoch in seine brasilianische Heimat zurück und spielte – leihgeschäftbedingt – ab dem 1. September 2006 ein Jahr lang (saisonübergreifend) für den FC Santos und erzielte in 48 Ligaspielen zwölf Tore und gewann 2007 die Staatsmeisterschaft von São Paulo.
Zur Saison 2007/08 kehrte Zé Roberto zum FC Bayern München zurück, ebenfalls ein Leihgeschäft mit Nacional, das eine Million Euro teuer war. Eine erneute Vertragsverlängerung nach Ablauf im Sommer 2009 scheiterte daran, dass Zé Roberto auf weiteren zwei Jahren bestand, der Verein ihn aber nur für ein Jahr an sich binden wollte.

### Hamburger SV

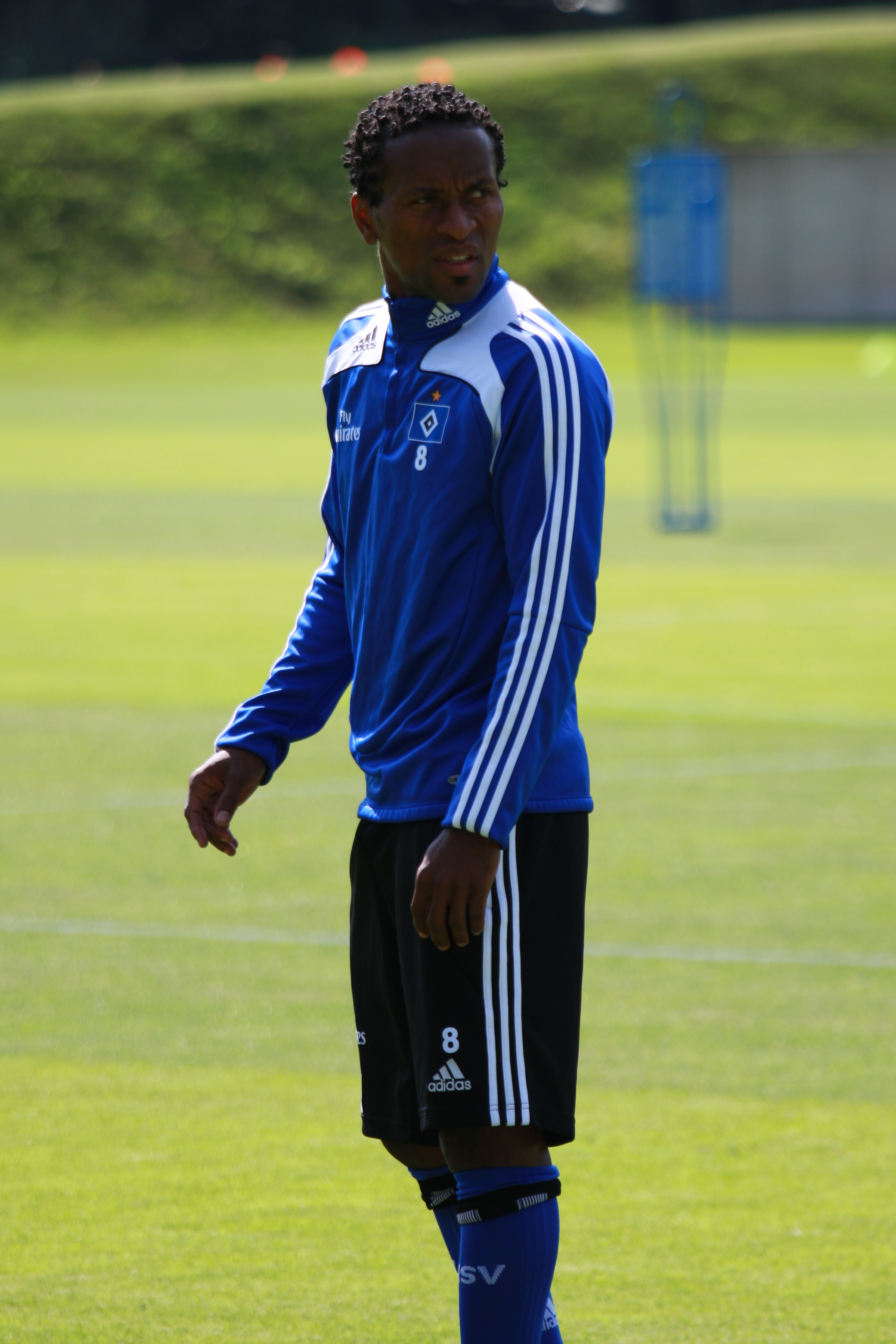
Zé Roberto im Trikot des Hamburger SV (2009)

Zur Saison 2009/10 verpflichtete ihn der Ligakonkurrent Hamburger SV, bei dem er einen bis zum 30. Juni 2011 gültigen Vertrag erhielt. Die Hamburger erwarben dabei die Transferrechte von Nacional Montevideo für eine Ablösesumme von rund vier Millionen Euro. In Hamburg zeigte Zé Roberto von Beginn an gute Leistungen. An den ersten zwölf Spieltagen schoss er fünf Tore und gab drei Vorlagen; eine Verletzung zwang ihn, den Rest der Hinrunde auszusetzen.
Im Mai 2011 scheiterten die Verhandlungen über eine Vertragsverlängerung mit dem HSV. Zé Roberto, der gerne seinen Vertrag um zwei Jahre verlängert hätte, nahm einen vom HSV angebotenen Einjahresvertrag nicht an.

### Al-Gharafa Sports Club

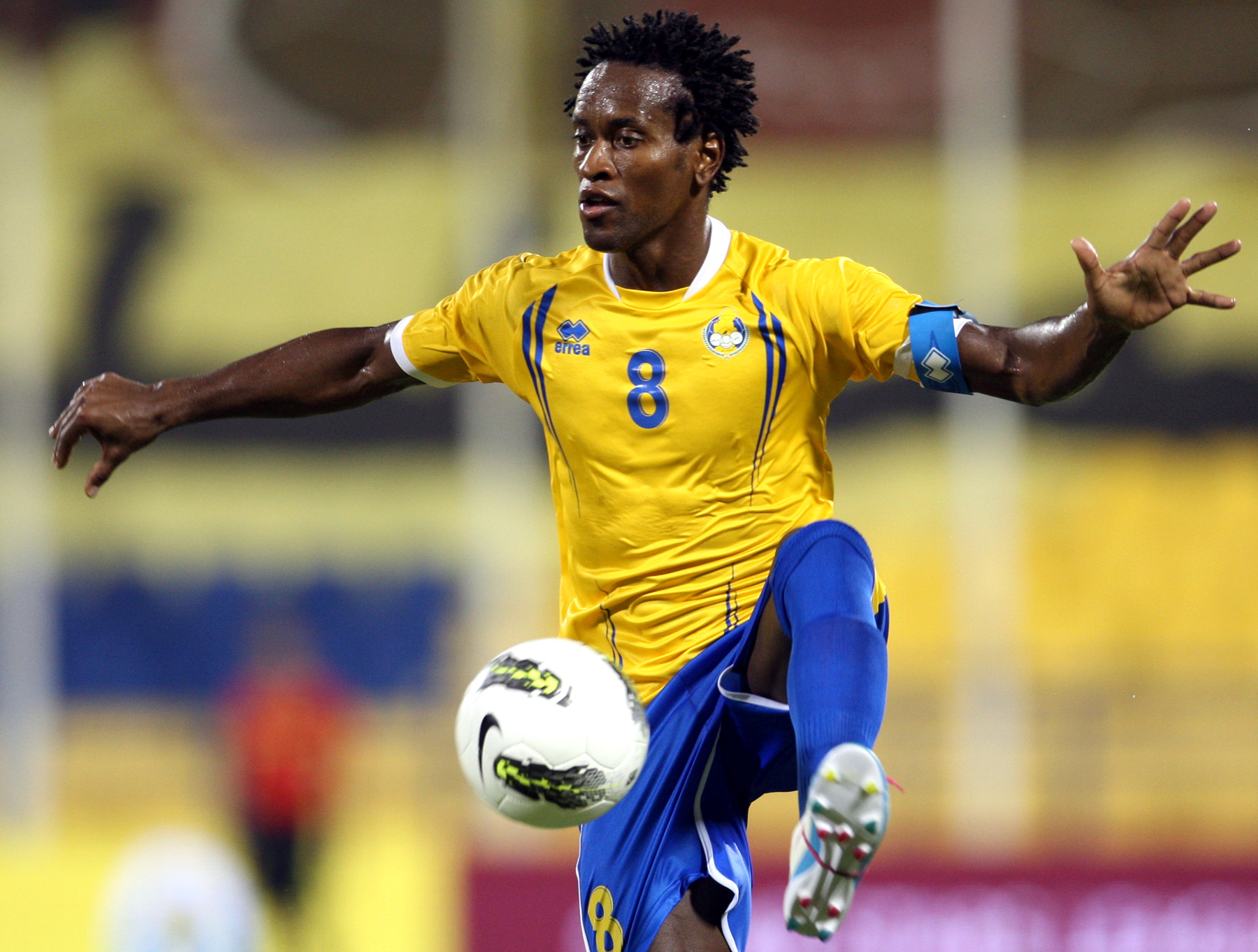
Zé Roberto während seiner Zeit beim Al Gharafa Sports Club (2011)

Im Juli 2011 wechselte Zé Roberto ablösefrei zum katarischen Verein Al-Gharafa Sports Club, bei dem er einen bis zum 30. Juni 2013 gültigen Vertrag unterzeichnete. Bereits zwei Tage später sorgte er für Verwirrung, als er in einem Interview mit der Bild verkündete, dass er zur Saison 2012/13 in die Bundesliga zurückkehren werde. Nach seiner Aussage habe er „bereits ein fixes Abkommen mit einem Spitzenklub aus Deutschland“. Später wurde bekannt, dass das zweite Vertragsjahr mit Al-Gharafa nur eine Option sei, von der Zé Roberto keinen Gebrauch machen wolle. Anfang Februar 2012 wurde der laufende Vertrag in beiderseitigem Einvernehmen aufgelöst.

### Porto Alegre
Im Sommer 2012 in seine brasilianische Heimat zurückgekehrt, spielte Zé Roberto ab dem 1. Juli 2012 (7. Spieltag) für den Erstligisten Grêmio Foot-Ball Porto Alegrense. Sein erstes Ligator erzielte er am 18. Oktober 2012 (31. Spieltag) im Auswärtsspiel gegen Fluminense FC mit dem Treffer zum 2:2-Endstand in der 86. Minute. Am Ende der Meisterschaft belegte er mit seinem Verein den dritten Tabellenplatz mit fünf Punkten Abstand hinter Meister Fluminense FC und einem hinter Atlético Mineiro. In der Folgesaison trug er mit 22 Ligaspielen und drei erzielten Toren zum zweiten Platz (11 Punkte hinter Cruzeiro Belo Horizonte) in der Meisterschaft bei. 2014 bestritt Zé Roberto 31 von 38 Ligaspielen, blieb ohne Torerfolg und belegte mit der Mannschaft den siebten Tabellenplatz in der Meisterschaft.

### Palmeiras São Paulo

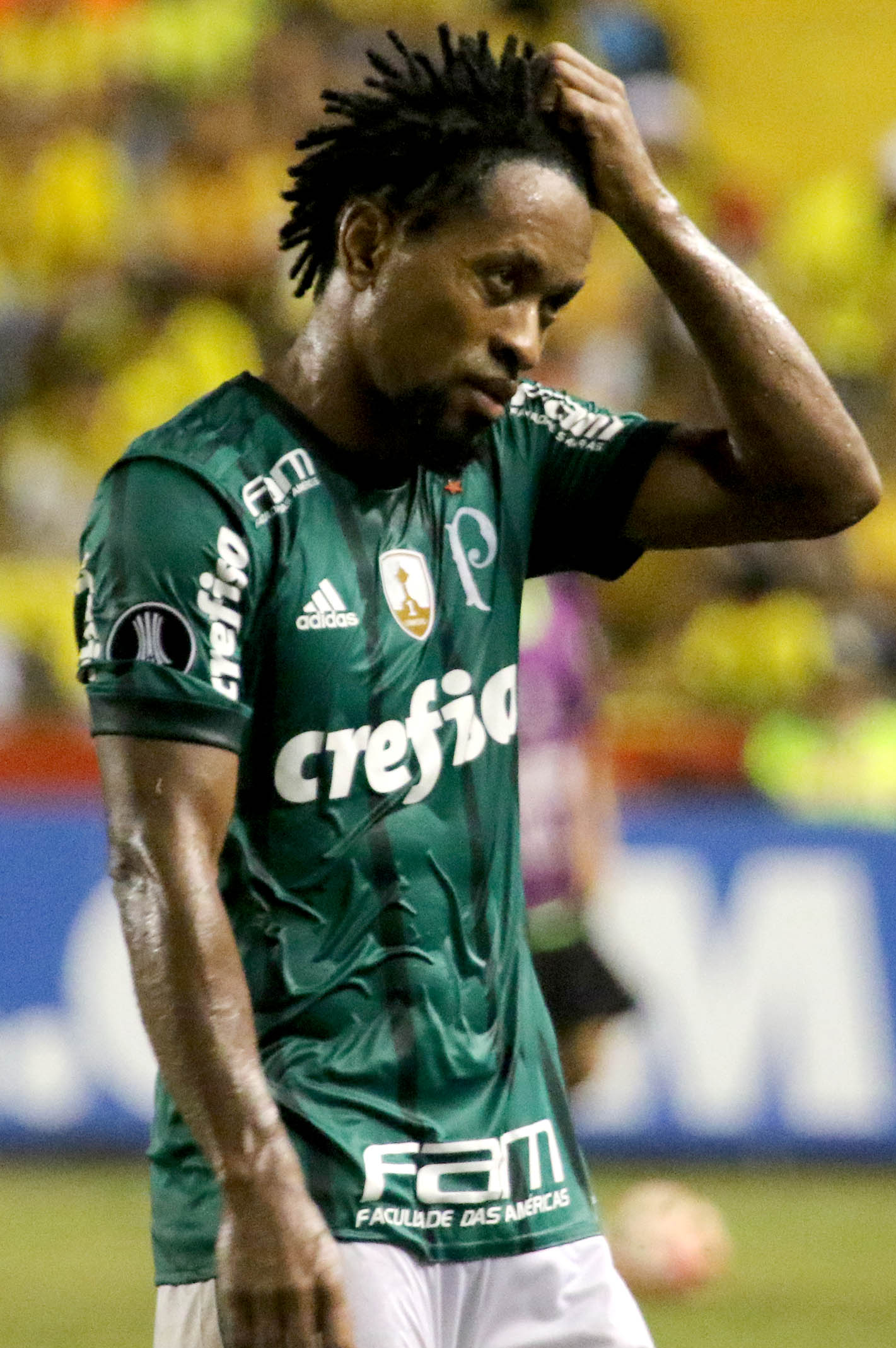
Zé Roberto im Trikot von Palmeiras (2017)

Am 22. Dezember 2014 ging Zé Roberto zum Ligakonkurrenten Palmeiras São Paulo, bei dem auch sein ehemaliger Mitspieler des FC Bayern München, Lúcio aktiv war. Am 2. Dezember 2015 wurde er mit Palmeiras brasilianischer Pokalsieger. Dabei traf er beim 4:3-Sieg als erster Palmeiras-Schütze im Elfmeterschießen gegen den Finalgegner FC Santos. Mit dem Klub konnte er 2016 die nationale Meisterschaft gewinnen. Sein letzter Vertrag lief bis zum 31. Dezember 2017. Am vorletzten Spieltag der Meisterschaftssaison 2017, gab Palmeiras am 25. November 2017 via Twitter bekannt, dass Zé Roberto seine aktive Laufbahn als Spieler zum Jahresende beenden wird. In dem veröffentlichten Video lud Zé Roberto selbst die Fans von Palmeiras ein, zu seinem letzten Spiel im heimatlichen Stadion zu kommen. Am 27. November 2017 (37. Spieltag) bestritt er beim 2:0-Sieg im Heimspiel gegen Botafogo FR sein 1161. und letztes Fußballspiel.

### Abschied
In der ersten Januar-Woche 2018 schnürte er noch einmal die Stiefel für seinen ersten Profiverein, die Portuguesa, die im heimischen Canindé-Stadion die erste Copa Rubro-Verde, benannt nach den Nationalfarben Portugals, abhielt. Neben der Portuguesa de Desportos nahmen dabei auch die Portuguesas aus Santos, Rio de Janeiro und Londrina in Paraná teil. Über die Mannschaft aus Londrina gab es einen 2:0-Sieg und im Finale verloren die Gastgeber nach Elfmeterschießen, woran sich Zé Roberto aber nicht beteiligte.
„Portuguesa war der Club, der mich der Welt vorstellte. Ich muss Danke sagen. Ich habe mich sehr über diese Einladung gefreut. Hier zu sein ist wie ein Schritt zurück in die Vergangenheit. Es gibt gute Erinnerungen. Ich bekomme hier die Zuneigung der Fans. Das ist sehr ergreifend,“ meinte er.
Am 13. Januar 2019 bekam er auch von Palmeiras ein Abschiedsspiel, wo vor 20.000 Zusehern im Allianz Parque Altstars des Vereins mit „Freunden von Zé“ Torfest abhielten. Beim 6:6 erzielte er selbst zwei Tore. Ademir da Guia, Alex Mineiro, Túlio Maravilha, Paulo Nunes und Clarence Seedorf nahmen teil.

## Nationalmannschaft
Am 12. August 1995 debütierte Zé Roberto in der „Seleção“, die in Suwon mit 1:0 gegen die Auswahl Südkoreas gewann. Sein erstes von sechs Länderspieltoren erzielte er am 29. Juni 1997 in La Paz im Finale der Copa América beim 3:1-Sieg über die Auswahl Boliviens.
Für die Weltmeisterschaft 2002 wurde er von Luiz Felipe Scolari nicht berücksichtigt, nahm aber unter Carlos Alberto Parreira am Turnier 2006 in Deutschland teil und verlor am 1. Juli 2006 mit 0:1 im Viertelfinale im Frankfurter Waldstadion gegen die Auswahl Frankreichs. Dies war zugleich sein letztes Länderspiel, da er in der Folgezeit von Parreiras Nachfolger Carlos Dunga nicht mehr berufen wurde. Daher verkündete er am 8. Juni 2007 seinen Rücktritt aus der Nationalmannschaft. Nach seinen Leistungen beim HSV wurde in der Öffentlichkeit in Brasilien und in Deutschland über eine Rückkehr in die Nationalmannschaft diskutiert, doch Carlos Dunga und sein Co-Trainer Jorginho lehnten eine Nominierung von Zé Roberto ab, da er 2007 eine Einladung in den Kader für die Copa América ausgeschlagen hatte.

## Trivia
Nach seiner aktiven Laufbahn wurde Zé Roberto 2018 technischer Berater von Palmeiras. Im Dezember 2019 gab er aus persönlichen Gründen diese Stellung auf und wurde Botschafter des Klubs.

## Erfolge

### Nationalmannschaft
- Copa América: 1997, 1999
- Confed-Cup-Sieger: 1997, 2005
- Vize-Weltmeister: 1998

### Vereine
- UEFA Champions League: 1997/98 (mit Real Madrid)
- Spanischer Meister: 1997 (mit Real Madrid)
- Spanischer Supercupsieger: 1997 (mit Real Madrid)
- Deutscher Meister: 2003, 2005, 2006, 2008 (mit dem FC Bayern München)
- DFB-Pokal-Sieger: 2003, 2005, 2006, 2008 (mit dem FC Bayern München)
- Ligapokal-Sieger: 2004, 2007 (mit dem FC Bayern München)
- Staatsmeister von São Paulo: 2007 (mit dem FC Santos)
- Copa-do-Brasil-Sieger: 2015 (mit Palmeiras)
- Brasilianischer Meister: 2016 (mit Palmeiras)

### Auszeichnungen
- FIFA-All-Star-Team der Fußball-Weltmeisterschaft 2006
- Bola de Prata: 1996, 2012, 2014
- Kicker-Mittelfeldspieler des Jahres (Außenbahn offensiv): 2002
- Mitglied der VDV 11: 2008/09
- Prêmio Craque do Brasileirão: 2016 (Schönstes Tor der Meisterschaft)

## Sonstiges
1993 und 1994 gewann er mit seinem Jugendverein Pequeninos de Joquey den Gothia Cup, das größte Fußballturnier der Welt bezogen auf die Teilnehmerzahl, und wurde zum dreißigjährigen Bestehen in das All-Star-Team gewählt.
Bei der 2:4-Niederlage im Heimspiel am 11. Dezember 2010 (16. Spieltag) gegen Bayer 04 Leverkusen absolvierte Zé Roberto sein 320. Erstligaspiel und ist damit der bis dahin am häufigsten eingesetzte brasilianische Fußballspieler in der Bundesliga. Mit seinem 336. Bundesligaspiel, einem 1:1 im Heimspiel gegen Borussia Mönchengladbach am 14. Mai 2011 (34. Spieltag), wurde er der am häufigsten in der Bundesliga eingesetzte ausländische Fußballspieler. Inzwischen hält sein ehemaliger Weggefährte vom FC Bayern München Claudio Pizarro diesen Rekord.
Bei der Fußball-Weltmeisterschaft 2018 war er als Experte für das ZDF tätig.
Zé Roberto ist verheiratet und hat drei Kinder.
Er spielt 2024 in der von Mats Hummels und Lukas Podolski gegründeten Freizeitliga „Baller League“.